# Ixora congestiflora
Ixora congestiflora är en måreväxtart som beskrevs av Piero G. Delprete. Ixora congestiflora ingår i släktet Ixora och familjen måreväxter. Inga underarter finns listade i Catalogue of Life.